# Беруашвили, Георгий Иванович
Георгий Иванович Беруашвили (1916—1944) — красноармеец Рабоче-крестьянской Красной Армии, участник Великой Отечественной войны, командир отделения 132-го отдельного сапёрного батальона 38-й стрелковой дивизии 40-й армии Воронежского фронта Герой Советского Союза (1944).

## Биография
Родился в 1916 году в селении Еред Южной Осетии. В 1941 году был призван на службу в Рабоче-крестьянскую Красную Армию. С начала Великой Отечественной войны на её фронтах. К сентябрю 1943 года командовал отделением 132-го отдельного сапёрного батальона 38-й стрелковой дивизии 40-й армии Воронежского фронта. Отличился во время битвы за Днепр.
23-30 сентября 1943 года в районе села Григоровка Каневского района Черкасской области Украинской ССР принимал активное участие в организации переправы 20 орудий, 35 миномётов, 3 зенитных пулемёта, 900 ящиков с боеприпасами, а также 1500 бойцов. В ночь с 25 на 26 сентября 1943 года, когда получил повреждение паром с орудием, смог оперативно заделать все пробоины и спасти тем самым груз.
Указом Президиума Верховного Совета СССР «О присвоении звания Героя Советского Союза генералам, офицерскому, сержантскому и рядовому составу Красной Армии» от 10 января 1944 года за «образцовое выполнение боевых заданий командования на фронте борьбы с немецко-фашистскими захватчиками и проявленные при этом отвагу и геройство» красноармеец Георгий Беруашвили был удостоен высокого звания Героя Советского Союза с вручением ордена Ленина и медали «Золотая Звезда».
Погиб в бою 14 января 1944 года. Похоронен в братской могиле в селе Босовка Лысянского района Черкасской области Украинской ССР.
Был также награждён орденом Красной Звезды и медалью.